# De captivitate Babylonica ecclesiae

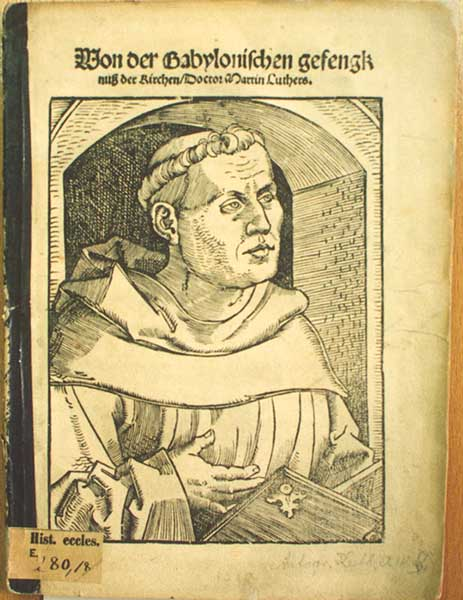
Frontespizio dell'opera

Il De captivitate Babylonica ecclesiae è un trattato pubblicato nel 1520 da Martin Lutero, il teologo che dette inizio alla Riforma protestante. Fu il secondo dei tre maggiori trattati realizzati da Lutero nel 1520, dopo il Alla nobiltà cristiana della nazione tedesca (agosto 1520) e prima di Sulla libertà di un cristiano (novembre 1520). Essendo un'opera a carattere teologico, fu edita in lingua latina oltre che in tedesco.

## Contesto
L'opera fu scritta nel pieno della fase iniziale della Riforma. Solo tre anni prima, Lutero, aveva reso note le sue celebri 95 tesi e a Roma si stava celebrando il processo per eresia contro di lui. Proprio a una settima dall'inizio della circolazione del libro, a Lutero giunse la bolla pontificia Exsurge Domine con cui gli veniva chiesto di ritrattare le sue posizioni pena la scomunica.
Con l'opera, Lutero, accusava le gerarchie cattoliche di tenere prigioniera la Chiesa, equiparando Roma alla biblica Babilonia che costrinse all'esilio gli israeliti dalla loro patria. Con tale metafora, il teologo riformista, voleva dimostrare che il papa teneva prigioniera la Chiesa attraverso l'uso del sistema sacramentale e della teologia.

## Contenuto
In quest'opera Lutero esamina i sette sacramenti della Chiesa cattolica definiti dal Concilio di Lione II del 1274 alla luce della sua interpretazione della Bibbia. Alla fine della dissertazione, questi vennero ridotti a due: il battesimo e l'eucarestia. Riguardo  quest'ultimo venne respinta la dottrina della transustanziazione ma affermata la presenza reale del corpo e del sangue di Cristo; venne invece rifiutato l'insegnamento secondo cui la Messa è un sacrificio offerto a Dio.